# Fire Emblem: Radiant Dawn
Fire Emblem: Radiant Dawn is een tactisch rollenspel ontwikkeld door Intelligent Systems en uitgegeven door Nintendo voor de Wii. Het is de tiende spel in de Fire Emblem-serie, en is als een direct vervolg op de GameCube-game Fire Emblem: Path of Radiance. Het spel werd uitgebracht in 2007 in Japan en Noord-Amerika, en in 2008 Europa en Australië.

## Verhaal en gameplay
Het plot van Radiant Dawn begint in het door oorlog verscheurde land Daein met het hoofdpersonage Micha en haar bondgenoten die rebelleren tegen het onderdrukkende Begnion bezettingsleger. Het verhaal is verdeeld in vier delen en verandert het perspectief tussen verschillende staten binnen het continent van Tellius. De gameplay is vergelijkbaar met Path of Radiance en eerdere Fire Emblem-titels. Hierbij beweegt men eenheden over een raster-gebaseerde kaart in beurtelingse gevechten. Ook hier zijn de karakters die niet gerelateerd zijn aan het kernverhaal onderworpen aan een game over indien ze verslagen worden.

## Ontvangst
| Aggregator     | Score  |
| -------------- | ------ |
| Metacritic     | 78/100 |
| Publicatie     | Score  |
| Eurogamer      | 7/10   |
| Game Informer  | B+     |
| GameSpot       | 6/10   |
| IGN            | 8/10   |
| Nintendo Power | 9,5/10 |